# غرينزبورو (كارولاينا الشمالية)
غرينزبورو (بالإنجليزية: Greensboro)‏ هي مدينة أمريكية ومركز مقاطعة غيلفورد في ولاية كارولاينا الشمالية في الولايات المتحدة الأمريكية.
والمدينة مقر شركة شاحنات ماك منذ سنة 2009 .

## التركيبة السكانية
حدّد مكتب تعداد الولايات المتحدة بيانات التركيبة السكانية لغرينزبورو في تعداد الولايات المتحدة. في ما يلي، التركيبة السكانية حسب تعدادي 2000 و2010.

### تعداد عام 2000
بلغ عدد سكان غرينزبورو 223,891 نسمة بحسب تعداد عام 2000، وبلغ عدد الأسر 92,394 أسرة وعدد العائلات 53,930 عائلة مقيمة في المدينة. في حين سجلت الكثافة السكانية 643.7 نسمة لكل كيلومتر مربع (1,667.2/ميل2). وبلغ عدد الوحدات السكنية 99,305 وحدة بمتوسط كثافة قدره 285.5 لكل كيلومتر مربع (739.4/ميل2).
وتوزع التركيب العرقي للمدينة بنسبة 55.49% من البيض و37.40% من الأمريكيين الأفارقة و0.44% من الأمريكيين الأصليين و2.84% من الأمريكيين ذوي الأصول الآسيوية و0.04% من سكان جزر المحيط الهادئ و2.08% من الأعراق الأخرى و1.71% من عرقين مختلطين أو أكثر و4.35% من الهسبانيون أو اللاتينيون من أي عرق.
بلغ عدد الأسر 92,394 أسرة كانت نسبة 30.5% منها لديها أطفال تحت سن الثامنة عشر تعيش معهم، وبلغت نسبة الأزواج القاطنين مع بعضهم البعض 39.8% من أصل المجموع الكلي للأسر، ونسبة 14.6% من الأسر كان لديها معيلات من الإناث دون وجود شريك، بينما كانت نسبة 3.9% من الأسر لديها معيلون من الذكور دون وجود شريكة وكانت نسبة 41.6% من غير العائلات. تألفت نسبة 32.6% من أصل جميع الأسر من عدة أفراد يعيشون في نفس المنزل ونسبة 8.7% كانت تتألف من شخص يعيش بمفرده يبلغ من العمر 65 عاماً أو أكثر. وبلغ متوسط حجم الأسرة المعيشية 2.30، أما متوسط حجم العائلات فبلغ 2.94.
بلغ العمر الوسطي للسكان 33.0 عاماً. وكانت نسبة 22.2% من القاطنين تحت سن الثامنة عشر، وكانت نسبة 10.6% بين الثامنة عشر والرابعة والعشرين عاماً، ونسبة 31.4% كانت واقعةً في الفئة العمرية ما بين الخامسة والعشرين والرابعة والأربعين عاماً، ونسبة 20% كانت ما بين الخامسة والأربعين والرابعة والستين، ونسبة 10.8% كانت ضمن فئة الخامسة والستين عاماً فما فوق. يوجد لكل 100 أنثى 91.3 ذكر، ويوجد لكل 100 أنثى في الثامنة عشر من عمرها فما فوق 88.0 ذكر.
بلغ متوسط دخل الأسرة في المدينة 35,798 دولارًا، أما متوسط دخل العائلة فبلغ 45,211 دولارًا. وكان متوسط دخل الذكور 31,139 دولارًا مقابل 26,239 دولارًا للإناث. وسجل دخل الفرد الخاص بالمدينة 19,813 دولارًا. وكانت نسبة 8.7% من العائلات ونسبة 13.3% من السكان تحت خط الفقر، وكان من هؤلاء نسبة 15.5% تحت سن الثامنة عشر ونسبة 11.1% في الخامسة والستين من العمر وما فوق.

### تعداد عام 2010
بلغ عدد سكان غرينزبورو 269,666 نسمة بحسب تعداد عام 2010، وبلغ عدد الأسر 111,731 أسرة وعدد العائلات 63,244 عائلة مقيمة في المدينة. في حين سجلت الكثافة السكانية 775.3 نسمة لكل كيلومتر مربع (2,008.0/ميل2). وبلغ عدد الوحدات السكنية 124,074 وحدة بمتوسط كثافة قدره 356.7 لكل كيلومتر مربع (923.8/ميل2).
وتوزع التركيب العرقي للمدينة بنسبة 48.35% من البيض و40.64% من الأمريكيين الأفارقة و0.51% من الأمريكيين الأصليين و3.99% من الأمريكيين ذوي الأصول الآسيوية و0.06% من سكان جزر المحيط الهادئ و3.82% من الأعراق الأخرى و2.63% من عرقين مختلطين أو أكثر و7.54% من الهسبانيون أو اللاتينيون من أي عرق.
بلغ عدد الأسر 111,731 أسرة كانت نسبة 30.1% منها لديها أطفال تحت سن الثامنة عشر تعيش معهم، وبلغت نسبة الأزواج القاطنين مع بعضهم البعض 35.5% من أصل المجموع الكلي للأسر، ونسبة 16.5% من الأسر كان لديها معيلات من الإناث دون وجود شريك، بينما كانت نسبة 4.6% من الأسر لديها معيلون من الذكور دون وجود شريكة وكانت نسبة 43.4% من غير العائلات. تألفت نسبة 33.8% من أصل جميع الأسر من عدة أفراد يعيشون في نفس المنزل ونسبة 9% كانت تتألف من شخص يعيش بمفرده يبلغ من العمر 65 عاماً أو أكثر. وبلغ متوسط حجم الأسرة المعيشية 2.31، أما متوسط حجم العائلات فبلغ 3.00.
بلغ العمر الوسطي للسكان 33.4 عاماً. وكانت نسبة 22.7% من القاطنين تحت سن الثامنة عشر، وكانت نسبة 14.5% بين الثامنة عشر والرابعة والعشرين عاماً، ونسبة 28.1% كانت واقعةً في الفئة العمرية ما بين الخامسة والعشرين والرابعة والأربعين عاماً، ونسبة 23.2% كانت ما بين الخامسة والأربعين والرابعة والستين، ونسبة 11.5% كانت ضمن فئة الخامسة والستين عاماً فما فوق. وتوزع التركيب الجنسي للسكان بنسبة 47% ذكور و53% إناث.

## المناخ
يظهر الجدول التالي التغييرات المناخية على مدار السنة لغرينزبورو:
| البيانات المناخية لـغرينزبورو                      | البيانات المناخية لـغرينزبورو | البيانات المناخية لـغرينزبورو | البيانات المناخية لـغرينزبورو | البيانات المناخية لـغرينزبورو | البيانات المناخية لـغرينزبورو | البيانات المناخية لـغرينزبورو | البيانات المناخية لـغرينزبورو | البيانات المناخية لـغرينزبورو | البيانات المناخية لـغرينزبورو | البيانات المناخية لـغرينزبورو | البيانات المناخية لـغرينزبورو | البيانات المناخية لـغرينزبورو | البيانات المناخية لـغرينزبورو |
| الشهر                                              | يناير                         | فبراير                        | مارس                          | أبريل                         | مايو                          | يونيو                         | يوليو                         | أغسطس                         | سبتمبر                        | أكتوبر                        | نوفمبر                        | ديسمبر                        | المعدل السنوي                 |
| -------------------------------------------------- | ----------------------------- | ----------------------------- | ----------------------------- | ----------------------------- | ----------------------------- | ----------------------------- | ----------------------------- | ----------------------------- | ----------------------------- | ----------------------------- | ----------------------------- | ----------------------------- | ----------------------------- |
| الدرجة القصوى °ف (°م)                              | 79 (26)                       | 81 (27)                       | 93 (34)                       | 95 (35)                       | 100 (38)                      | 104 (40)                      | 104 (40)                      | 103 (39)                      | 101 (38)                      | 95 (35)                       | 85 (29)                       | 78 (26)                       | 104 (40)                      |
| الحد الأقصى المتوسط °ف (°م)                        | 68.0 (20.0)                   | 71.1 (21.7)                   | 79.6 (26.4)                   | 85.2 (29.6)                   | 89.0 (31.7)                   | 93.5 (34.2)                   | 95.5 (35.3)                   | 94.6 (34.8)                   | 90.2 (32.3)                   | 83.8 (28.8)                   | 76.2 (24.6)                   | 68.6 (20.3)                   | 96.7 (35.9)                   |
| متوسط درجة الحرارة الكبرى °ف (°م)                  | 48.3 (9.1)                    | 52.5 (11.4)                   | 60.9 (16.1)                   | 70.2 (21.2)                   | 77.5 (25.3)                   | 84.8 (29.3)                   | 87.9 (31.1)                   | 86.3 (30.2)                   | 79.7 (26.5)                   | 70.3 (21.3)                   | 60.8 (16.0)                   | 50.7 (10.4)                   | 69.2 (20.7)                   |
| متوسط درجة الحرارة الصغرى °ف (°م)                  | 29.5 (−1.4)                   | 32.4 (0.2)                    | 39.1 (3.9)                    | 47.3 (8.5)                    | 56.1 (13.4)                   | 65.3 (18.5)                   | 69.1 (20.6)                   | 68.0 (20.0)                   | 60.6 (15.9)                   | 48.8 (9.3)                    | 39.6 (4.2)                    | 32.0 (0.0)                    | 49.1 (9.5)                    |
| الحد الأدنى المتوسط °ف (°م)                        | 11.2 (−11.6)                  | 16.5 (−8.6)                   | 22.1 (−5.5)                   | 30.8 (−0.7)                   | 41.3 (5.2)                    | 53.0 (11.7)                   | 59.2 (15.1)                   | 58.3 (14.6)                   | 46.3 (7.9)                    | 33.3 (0.7)                    | 24.2 (−4.3)                   | 16.0 (−8.9)                   | 8.2 (−13.2)                   |
| أدنى درجة حرارة °ف (°م)                            | −8 (−22)                      | −4 (−20)                      | 5 (−15)                       | 20 (−7)                       | 32 (0)                        | 42 (6)                        | 48 (9)                        | 45 (7)                        | 35 (2)                        | 20 (−7)                       | 10 (−12)                      | −1 (−18)                      | −8 (−22)                      |
| الهطول إنش (مم)                                    | 3.06 (78)                     | 2.96 (75)                     | 3.73 (95)                     | 3.57 (91)                     | 3.38 (86)                     | 3.73 (95)                     | 4.48 (114)                    | 3.88 (99)                     | 4.19 (106)                    | 3.13 (80)                     | 3.11 (79)                     | 2.98 (76)                     | 42.20 (1٬072)                 |
| متوسط تساقط الثلوج إنش (سم)                        | 3.4 (8.6)                     | 2.4 (6.1)                     | 0.8 (2.0)                     | 0 (0)                         | 0 (0)                         | 0 (0)                         | 0 (0)                         | 0 (0)                         | 0 (0)                         | 0 (0)                         | 0.1 (0.25)                    | 0.8 (2.0)                     | 7.5 (19)                      |
| متوسط أيام هطول الأمطار (≥ 0.01 in)                | 9.3                           | 9.1                           | 10.4                          | 9.2                           | 10.3                          | 9.7                           | 11.3                          | 9.4                           | 7.4                           | 7.3                           | 8.0                           | 9.2                           | 110.6                         |
| متوسط الأيام المثلجة (≥ 0.1 in)                    | 1.4                           | 1.4                           | 0.4                           | 0                             | 0                             | 0                             | 0                             | 0                             | 0                             | 0                             | 0.1                           | 0.7                           | 4.0                           |
| متوسط الرطوبة النسبية (%)                          | 67.4                          | 64.0                          | 62.7                          | 60.9                          | 69.8                          | 72.7                          | 75.4                          | 76.4                          | 75.9                          | 72.2                          | 68.5                          | 68.5                          | 69.5                          |
| ساعات سطوع الشمس الشهرية                           | 169.6                         | 174.5                         | 228.6                         | 246.1                         | 261.9                         | 270.3                         | 270.1                         | 249.3                         | 223.9                         | 218.6                         | 174.7                         | 163.3                         | 2٬650٫9                       |
| نسبة وصول أشعة الشمس                               | 55                            | 57                            | 62                            | 63                            | 60                            | 62                            | 61                            | 59                            | 60                            | 63                            | 57                            | 54                            | 60                            |
| المصدر: NOAA (relative humidity and sun 1961–1990) |                               |                               |                               |                               |                               |                               |                               |                               |                               |                               |                               |                               |                               |

## توأمة
لغرينزبورو (كارولاينا الشمالية) اتفاقيات توأمة مع:
- مونتبليار

## أعلام
- إد نيلسون
- تومي كيلي
- جون إيسنر
- إدوارد مورو
- أوليفر هنري